# 이인증
이인증(離人症, Depersonalization) 또는 이인화는 자신이 신체와 심리로부터 분리되어 있거나, 또는 스스로 자신에 대한 관찰자가 되는 듯한 증상을 느끼는 것을 이른다. 피험자는 스스로가 변화했다고 느끼며 세상이 막연해지고, 현실감을 상실하며, 유의성(有意性)을 잃었다고 느낀다. 만성적인 이인증은 이인증성 장애(depersonalization/derealization disorder, DPDR)라고 하는데, DSM-5에서는 해리성 장애로 분류된다.
어느 정도의 이인증이나 현실감상실은 일시적인 불안과 스트레스 등에 의해 누구에게나 일어날 수 있는 증상이다. 만성적인 이인증은 심각한 정신적 외상, 장기지속적 스트레스·불안과 관계된다. 이인증과 현실감상실은 해리성 장애 스펙트럼에 있어서 가장 중요한 증상이며, 해리성 정체성 장애와 특정할 수 없는 해리성 장애 등이 포함된 그룹이다. 그 외에도 불안장애, 우울증, 양극성 장애, 조현병, 분열성 인격장애, 분열형 인격장애, 경계선 인격장애, 강박장애, 편두통, 수면부족 등에서도 현저하게 나타나는 증상이다. 또한, 이는 모종의 신경학적 경련 증상이기도 하며, 뇌의 세로토닌 수준이 낮음을 나타낼 가능성이 있다.

## 역학
이인증은 불안감, 우울감에 이어서 가장 일반적인 정신 증상이다. 이인증은 불안장애(공황장애 등)의 증상이다.
또한 수면장애(시차적응의 문제인 경우도 많다), 편두통, 간질(무엇보다도 측두엽의), 강박장애, 스트레스, 불안 등에 의해 발생하며, 또한 모종의 잠복 억제기능 장애(Low Latent Inhibition), 내수용기성 노출(Interoceptive exposure)로 발생할 수 있다.

## 역학 및 진단
이인증은 라임병과 다른 진드기 매개의 직접적인 증상이기도 하다. 이인증이 의심되는 경우 항체를 찾기 위해 혈액 검사가 필요하다.

## 연구
런던정신의학연구소의 이인증 연구과에서는 이인증성 장애에 대한 연구를 진행하고 있다. 이곳의 연구원은 DPAFU(영어: Depersonalisation and Feelings of Unreality, 이인증과 비현실적 감정)라는 약어를 사용한다.

## 같이 보기
- 이인증성 장애
- 유기공포 (심리학)
- 분리 (심리학)
- 기면증
- REM